# 상위보
상위보(尚于博, 1983년 5월 31일 후베이성 사스 구 ~ 2011년 10월 25일 베이징 시)는 중국의 전 탤런트이자 영화 배우이다.

## 사망
2011년 10월 25일 베이징에서 투신 자살하였다.